# Корбер ле Кабан
Корбер ле Кабан (фр. Corbère-les-Cabanes) насеље је и општина у јужној Француској у региону Лангдок-Русијон, у департману Источни Пиринеји која припада префектури Перпињан.
По подацима из 2011. године у општини је живело 1096 становника, а густина насељености је износила 264,73 становника/km². Општина се простире на површини од 4,14 km². Налази се на средњој надморској висини од 150 метара (максималној 300 m, а минималној 125 m).

## Демографија
| 1962. | 1968. | 1975. | 1982. | 1990. | 1999. | 2011. |
| ----- | ----- | ----- | ----- | ----- | ----- | ----- |
| 539   | 557   | 500   | 535   | 663   | 844   | 1.096 |

График промене броја становника у току последњих година